# دامون براون
دامون براون (بالإنجليزية: Damone Brown)‏ مواليد 28 يونيو 1979، هو لاعب كرة سلة أمريكي سابق بدأ مسيرته الاحترافية في سنة 2001. تم اختياره من قبل فريق فيلادلفيا سفنتي سيكسرز خلال الدرافت. يبلغ طوله 6 قدم 9 بوصة (2.1 م).

## المسيرة الاحترافية
لعب مع فيلادلفيا سفنتي سيكسرز في موسم 2001–2002، ثم لعب مع تورونتو رابتورز في سنة 2003، ثم لعب مع بروكلين نتس في سنة 2003، ثم لعب مع واشنطن ويزاردز في سنة 2005.

## روابط خارجية
- دامون براون على موقع إن بي أي (الإنجليزية)
- دامون براون على موقع سبورتس رفرنس (الإنجليزية)
- دامون براون على موقع كرة السلة الأوروبية.كوم (الإنجليزية)
- دامون براون على موقع كلية كرة السلة في سبورتس رفرنس.كوم (الإنجليزية)
- دامون براون على موقع ريلجم (الإنجليزية)
- دامون براون على موقع بروبوليرز (الإنجليزية)
- دامون براون على موقع سبورتس رفرنس (الإنجليزية)
- دامون براون على موقع سبورتس رفرنس (الإنجليزية)